# Gemma Howell
Gemma Louise Howell (ur. 13 czerwca 1990) – brytyjska judoczka. Dwukrotna olimpijka. Zajęła siedemnaste miejsce w Londynie 2012 i Tokio 2020. Walczyła w wadze półśredniej i średniej.
Siódma na mistrzostwach świata w 2010; uczestniczka zawodów w 2011, 2017, 2018, 2019, 2021 i 2023. Startowała w Pucharze Świata w latach 2006, 2007, 2009-2014, 2016, 2017 i 2019. Wicemistrzyni igrzysk Wspólnoty Narodów w 2022, gdzie reprezentowała Anglię. Złota medalistka mistrzostw Europy w 2022 i brązowa w 2018. Wygrała mistrzostwa Wspólnoty Narodów w 2008 roku. 

## Letnie Igrzyska Olimpijskie 2012
| Konkurencja | Eliminacje            | Klas. końcowa |
| Konkurencja | Przeciwnik I          | Miejsce       |
| ----------- | --------------------- | ------------- |
| -63 kg      | Gévrise Émane (FRA) P | 17.           |

## Letnie Igrzyska Olimpijskie 2020
| Konkurencja | Eliminacje          | Klas. końcowa |
| Konkurencja | Przeciwnik I        | Miejsce       |
| ----------- | ------------------- | ------------- |
| -70 kg      | María Pérez (PUR) P | 17.           |